# Merkuriusz Polski Nowy, ale Dawnemu Wielce Podobny
Merkuriusz Polski Nowy, ale Dawnemu Wielce Podobny – emigracyjny miesięcznik kulturalno-literacki wydawany w Londynie w latach 1955–58. W skład redakcji wchodzili m.in.: Bogdan Czaykowski, Adam Czerniawski, Zygmunt Ławrynowicz, Bolesław Taborski. Po 1958 pismo istniało pod nowym tytułem „Kontynenty – Nowy Merkuriusz”. Z pismem współpracowali blisko inni młodzi poeci i prozaicy polscy zamieszkali w Anglii, m.in. Florian Śmieja i Andrzej Busza.
Miesięcznik był głosem młodej inteligencji emigracyjnej. Ideologicznie był pismem pluralistycznym, ale w sumie reprezentował stanowiska na lewo od oficjalnych stanowisk starszej emigracji londyńskiej w stosunku do PRL, zwłaszcza w swych próbach przedarcia się przez żelazną kurtynę. Redaktorzy mieli też krytyczny stosunek do dominujących w Londynie prądów literackich reprezentowanych przez Wiadomości Mieczysława Grydzewskiego.
Przyznawana była nagroda literacka „Merkuriusza Polskiego”. Jednym z jej laureatów był w 1958 roku Andrzej Kijowski.